# Nouvelle (musikalbum)
Nouvelle är Club 8:s debutalbum, utgivet 1996 på det spanska skivbolaget Siesta. Skivan återutgavs 2002 med tre bonuslåtar, vilka sedan tidigare fanns utgivna på singeln Me Too (1995).

## Låtlista
1. "Blue Skies"
2. "Don't Be Gone"
3. "Breakdown"
4. "She Never Calls Me"
5. "Loveaffair"
6. "Sunday Afternoon"
7. "Those Charming Men"
8. "All Dressed Up and Shy"
9. "I Guess I Was Wrong"
10. "Look Out!"
11. "Me Too" (bonuslåt på 2002 års utgåva)
12. "Girlfriend" (bonuslåt på 2002 års utgåva)
13. "Before I Came" (bonuslåt på 2002 års utgåva)

## Personal
- Johan Angergård - sång, producent, instrumentalist
- Karolina Komstedt - sång
- Martin Sventorp - producent

### Fotnoter
1. ↑  ”Nouvelle”. Discogs.com. http://www.discogs.com/Club-8-Nouvelle/release/1283130. Läst 12 april 2012.